# Ingerana
Ingerana is een geslacht van kikkers uit de familie Dicroglossidae. De groep werd voor het eerst wetenschappelijk beschreven door Alain Dubois in 1987. Later werd de wetenschappelijke naam Liurana gebruikt. De naam Ingerana is een eerbetoon aan de bioloog Robert Frederick Inger.
Er zijn vier soorten die voorkomen in delen van Azië en leven in de landen in China, India, Maleisië, Myanmar, Nepal en Thailand. Vroeger waren er meer dan tien soorten, maar velen zijn overgeheveld naar andere geslachten zoals Liurana op basis van nieuwe inzichten.

## Soorten
Geslacht Ingerana
- Soort Ingerana borealis
- Soort Ingerana charlesdarwini
- Soort Ingerana reticulata
- Soort Ingerana tenasserimensis

Ingerana · 
Occidozyga